# Bombus sitkensis
Bombus sitkensis là một loài Hymenoptera trong họ Apidae. Loài này được Nylander mô tả khoa học năm 1848.

## Hình ảnh

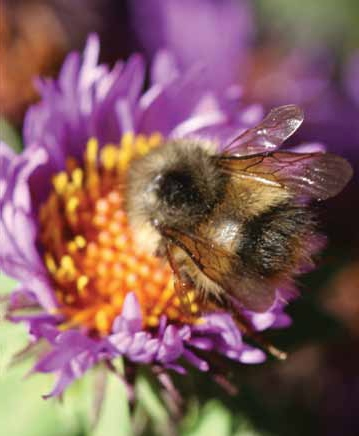